# Скопинское духовное училище
Скопинское духовное училище — начальное учебное заведение Русской православной церкви, существовавшее с 1816 по 1918 годы в городе Скопине Рязанской губернии.

## История

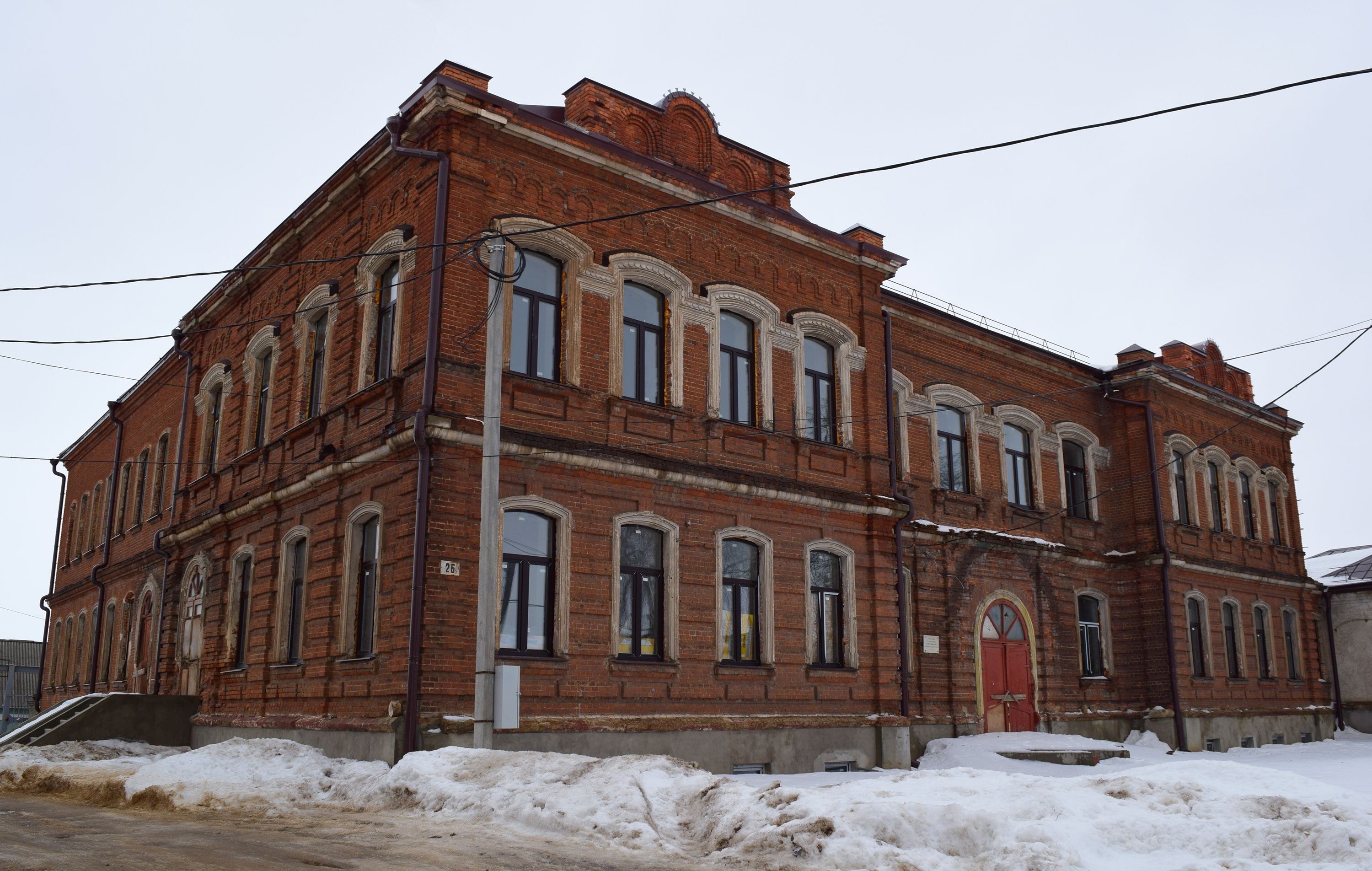
Современный вид корпуса, построенного в конце XIX века

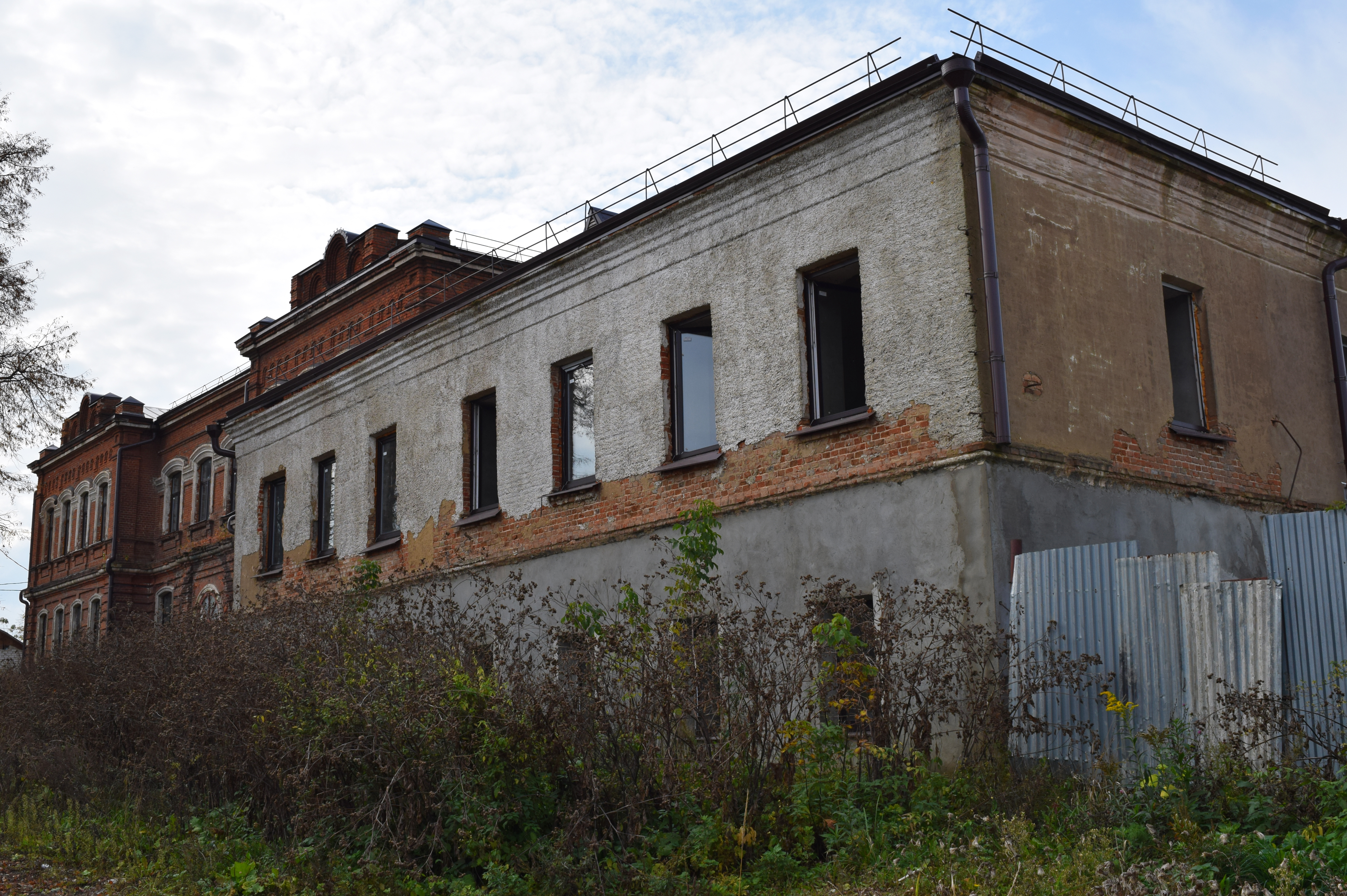
Современный вид корпуса, построенного в начале XIX века

Духовное училище было основано в 1813 году в Раненбурге по инициативе архиепископа Рязанского Феофилакта. Переведено в Скопин в 1816 году.
7 августа 1815 года Скопинское духовенство обратилось к архиепископу Рязанскому и Зарайскому с просьбой открыть в городе духовное училище. Разрешение было получено, и вскоре благочинный Скопина, священник Илья Васильев Россов уже докладывал Преосвященному Феофилакту:
...Из продаваемых в нашем городе обывательских домов избрал я в покупке отстоящий от соборной Пятницкой церкви по прямой улице на север не далее двухсот сажен каменный двухэтажный скопинского мещанина Ивана Яковлева сына Разуваева дом. Продавец Разуваев за дом и прочие строения и землю решительную цену назначил 2800 руб., платеж оных располагает в разные сроки на два года...
Для открытия духовного училища в Скопине был назначен день — 23 января 1816 года. По предварительном извещении почётных жителей города и по окончании литургии в Скопинском соборе, городским духовенством при большом стечении народа из собора был совершён крестный ход в училищный дом, тут по освящении воды и окроплении ею дома, учителей и учеников, было провозглашено многолетие Государю Императору и всему Августейшему дому, Святейшему синоду, Преосвященному Феофилакту и всему училищному высшему начальству.
Каменный двухэтажный старый дом, купленный для Скопинского духовного училища находился в 5-м квартале города Скопина. Всей земли под училищным домом и двором: в длину — 32 сажени, в ширину — 12 сажен. Главным фасадом своим или лицевой стороной училищный дом обращён к востоку. Дом сей имел в длину 23,5 аршина, в ширину — 11,5 аршин и состоял из 6 комнат (по 3 комнаты вверху и внизу). Но так как с течением времени число учеников возросло, к тому же в сентябре 1816 года в этом же здании была открыта бурса (подготовительные классы), то училищный дом, состоящий только из 6 тесных комнат, оказался непоместительным. Поэтому училищное начальство, разработав план и смету, в марте 1818 года предложило семинарскому правлению произвести с южной стороны дома 2-этажную каменную пристройку. Комиссия духовных училищ разрешила соорудить упомянутую новую пристройку и поручила семинарскому правлению исчисленные на неё по смете деньги (8968 рублей) принять из Рязанского казначейства. Данное количество денег и было употреблено на новую пристройку к училищному дому.
Скопинское духовное училище, как и прочие духовные училища, до 1852 года разделялось на приходское и уездное. Приходское училище состояло из двух классов, а уездное — из двух отделений (низшего и высшего). Предметы 1-го класса приходского училища — чтение, чистописание, нотное пение. 2-го класса — краткий катехизис с краткой священной историей, русская грамматика, нотное церковное пение, первые четыре действия арифметики, усовершенствование чтения по книгам церковной и гражданской печати, а также в чистописании. В низшем отделении уездного училища — русская и славянская грамматики, церковное обиходное пение с церковным уставом, пространный катехизис, арифметика, основы латинского и греческого языков. В высшем отделении — продолжение пространного катехизиса и церковного устава, священная история, российская и всеобщая география, арифметика, нотное пение, греческий и латинский языки. Учебное время в уездном училище продолжалось ежедневно с 8 до 12 часов и с 14 до 16 часов, кроме субботы, в которую после обеда ученики не учились. Следовательно, всех учебных часов в неделю было 34. Предметы учения преподавались по назначавшимся правительством учебникам.

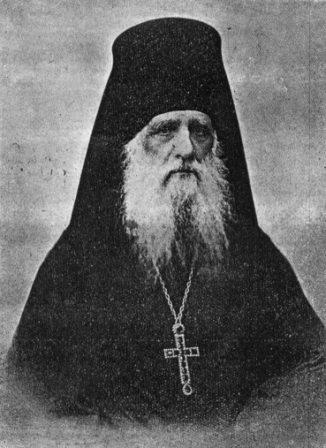
Василий Петрович Добролюбов

С 1845 года по 1853 год инспектором Скопинского духовного училища был Василий Добролюбов — священник Входоиерусалимской церкви г. Скопина, впоследствии — наместник Николо-Радовицкого монастыря, настоятель Рязанского Троицкого монастыря, почетный член Рязанской губернской ученой архивной комиссии.
В 1848, в 1852 и в 1856 годах училище обозревалось ректором Рязанской семинарии архимандритом Антонием. По итогам данных обозрений отмечалось, что училище благоустроено, направление учебной части правильно и сообразно с целью воспитания детей, а начальство обращает тщательное внимание на развитие мыслительных способностей учеников.
В 1852 году, по случаю преобразования всех низших духовных училищ, Скопинское, разделённое прежде на приходское и уездное, было объединено в один состав под наименованием уездного училища и с этого момента состояло из трёх отделений — низшего, среднего и высшего.
22 июля 1886 года архиепископ Рязанский и Зарайский Феоктист (Попов) произвёл закладку нового здания для Скопинского духовного училища положением первого камня в его основание. Сопровождалось это действие крестным ходом с хоругвями и иконами от всех церквей города. Новое здание было освящено 23 января 1895 года. Немало трудов для его постройки и устройства при нём общежития положили соборный протоиерей Стахий Полянский, смотритель училища Василий Пальмов, меценат Михаил Леонов и др.
В 1895 году в здании Скопинского духовного училища епископом Рязанским и Зарайским Иустином (Полянским) в присутствии Рязанского губернатора Николая Брянчанинова был освящён новоустроенный храм в честь славянских учителей Кирилла и Мефодия. Преосвященный Иустин, в связи с этим, писал:
...Училищная церковь по своему устройству и украшению - верх совершенства, как и само училище ничего лучшего не оставляет желать. Всё в нём уютно, чисто, опрятно и благолепно. Великое спасибо всем заботливо участвовавшим в устроении училища и церкви его: смотрителю и помощнику его, строительному комитету, особенно его члену священнику Валериану Константову и эконому священнику Иоанну Поспелову...
Скопинское духовное училище было упразднено в 1918 году. Впоследствии, на протяжении всего XX века в его стенах располагались различные светские учебные заведения (педагогическое училище, техникум промышленного транспорта, горный техникум, медицинское училище и др.).
В связи с началом Великой Отечественной войны, со 2 июля по 8 ноября 1941 года в здании бывшего духовного училища был развёрнут эвакогоспиталь, первые раненые поступили 14 июля. Здание духовного училища (горного техникума) охранялось государством как выявленный объект культурного наследия России, однако в 2013 году было лишено охранного статуса.

### Настоящее время
В начале нового тысячелетия здание бывшего духовного училища было вновь передано Русской Православной Церкви и в настоящее время реставрируется.

## Смотрители
- Михаил Диомидов (1813—1816) — протоиерей Раненбургского собора. Состоял смотрителем со дня его открытия в Раненбурге до перемещения в Скопин;
- Иоанн Ключарёв (1816—1817) — рясофорный священник и строитель Скопинского Духова монастыря, а по пострижении 17 июня 1816 года в монашество иеромонах Ириней. В июне 1817 года преосвященным экзархом Грузии Феофилактом назначен был к отъезду с ним в Грузию, куда он и отправился после увольнения от смотрительской должности. По возвращении из Грузии был в сане архимандрита настоятелем Рязанского Троицкого монастыря;
- Илья Россов (1817—1844) — вначале священник Пятницкой церкви г. Скопина, а затем — соборный протоиерей;
- Иоанн Антизитров (1844—1878) — протоиерей Скопинского собора;
- Василий Пальмов (1878—1890);
- Николай Доброхотов (1890—1918).

## Известные выпускники
См. также: Выпускники Скопинского духовного училища